# Noel F. Parrish
Noel Francis Parrish (11 de noviembre de 1909 - 7 de abril de 1987) fue un general de brigada de la Fuerza Aérea de los Estados Unidos. Es conocido por haber sido el comandante blanco de un grupo de aviadores afroamericanos conocidos como los aviadores de Tuskegee durante la Segunda Guerra Mundial. Fue un factor clave en el éxito del programa, logrando que sus unidades fueran asignadas a tareas de combate. Nació y creció en el sureste de los Estados Unidos y se unió al ejército en 1930. Prestó servicio como aviador hasta 1964, cuando se retiró con el grado de general de brigada.
Su trabajo junto a los aviadores de Tuskegee comenzó cuando fue asignado Director Asistente de Entrenamiento del Comando de Entrenamiento de Vuelo del Este. El 5 de diciembre de 1941, fue ascendido al puesto de Director de Entrenamiento en la Escuela de Vuelo del Ejército de Tuskegee en Alabama. Un año después, se convirtió en el comandante del campo aéreo del ejército Tuskegee.
El prestigioso "Premio del General de Brigada Noel F. Parrish" recibió su nombre por los esfuerzos de Parrish para terminar con la segregación en sus tropas, reducir el hacinamiento, aumentar la moral y mejorar las relaciones entre blancos y negros, tanto entre los residentes de Tuskegee como entre los habitantes de la base. El máximo galardón  militar de Tuskegee ha sido nombrado "Brigadier General Noel F. Parrish Award" en honor a su titular homónimo.

## Primeros años y carrera
Nacido en Versalles, Kentucky,  fue hijo de un pastor del sur. Sin embargo, existe cierta controversia con respecto a su lugar de nacimiento ya que este a menudo figura en las cercanías de Lexington, Kentucky.   Pasó parte de su juventud  en Alabama y Georgia .  Se graduó de Cullman High School, Cullman, Alabama en 1924 y Rice Institute, Houston, Texas en 1928.  Después de un año, abandonó la escuela de posgrado para ir a San Francisco haciendo autostop. Como necesitaba trabajar,  decidió unirse al 11.º Regimiento de Caballería del  Ejército de los Estados Unidos como soldado el 30 de julio de 1930, sirviendo en Monterey, California. 
Después de haber pasado un año en la caballería, se convirtió en cadete de aviación en junio de 1931 y al poco tiempo logró clasificar como piloto alistado.   Completó el entrenamiento de vuelo en 1932, siendo asignado al 13 ° Escuadrón de Ataque en Fort Crockett, cerca de Galveston, Texas. Un año después, en septiembre de 1933, Parrish se unió a la Escuela Técnica del Cuerpo Aéreo en Chanute Field, Illinois, pero su tiempo ahí fue escaso debido a que fue transferido al Primer Escuadrón de Transporte Aéreo en Dayton, Ohio. En julio de 1935 se reincorporó al 13 ° Escuadrón de Ataque como asistente del oficial de operaciones, ubicado en Barksdale Field, Luisiana. Se convirtió en instructor de vuelo en Randolph Field en abril de 1938, y en julio de 1939 fue nombrado supervisor en la Escuela de Vuelo de Air Corps en Glenview, Illinois.  Comisionado como teniente en 1939,  Parrish asistió a la Escuela de Comando Aéreo y Estado Mayor en Maxwell Field, Alabama. Su asociación con los aviadores de Tuskegee comenzó en marzo de 1941 cuando todavía era estudiante en Maxwell. Fue asignado como Director Asistente de Entrenamiento del Comando de Entrenamiento de Vuelo del Este.  Al graduarse en junio de 1941, decidió quedarse en Maxwell para trabajar con el Instituto Tuskegee como instructor principal de vuelo.  Al hacerlo, renunció al deseo de obtener un comando de combate.  El 5 de diciembre de 1941, dos días antes del ataque a Pearl Harbor,  fue ascendido a Director de Entrenamiento en la Escuela de Vuelo del Ejército de Tuskegee en Alabama, asumiendo el mando del Campo Aéreo del Ejército de Tuskegee un año después, en diciembre de 1942 . 

## Experimento de aviadores de Tuskegee

### Formación del experimento de los aviadores de Tuskegee
Antes de 1940, a los afroamericanos tenían prohibido volar en las fuerzas armadas de EE. UU. El Cuerpo Aéreo, que nunca había tenido un solo miembro negro, era parte de un ejército segregado en el que solo dos oficiales de línea regular eran negros al comienzo de la Segunda Guerra Mundial. Estos fueron los generales de brigada Benjamin O. Davis, Sr. y Benjamin O. Davis, Jr.  Los primeros estudiantes del Programa de Entrenamiento de Pilotos Civiles (CPTP) completaron su instrucción en mayo de 1940. 

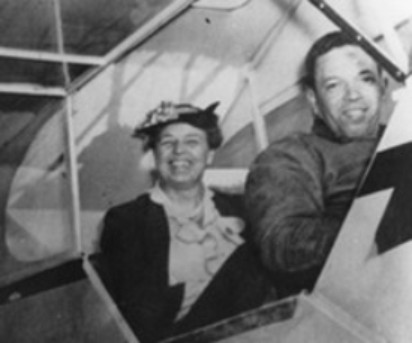
Eleanor Roosevelt y Charles "Chief" Anderson el 19 de abril de 1941.

La creación de un escuadrón de persecución completamente negro fue el resultado de la presión de las organizaciones de derechos civiles y la prensa afroamericana, quienes presionaron para el establecimiento de una unidad en Tuskegee, una base de Alabama, en 1941. El ejército seleccionó aquel instituto para el "Tuskegee (Airmen) Experiment" debido a su compromiso con la formación aeronáutica. Tuskegee tenía las instalaciones, la ingeniería y los instructores técnicos, así como un clima ideal para volar durante todo el año. Eleanor Roosevelt, que estaba interesada en el programa de aviación Tuskegee, tomó un vuelo de 40 minutos alrededor de la base en un avión pilotado por Charles "Chief" Anderson el 19 de abril de 1941. Anderson era un civil afroamericano autodidacta y aviador experimentado que había aprendido a volar antes de la guerra. Fue contratado por el programa Tuskegee para ser su Instructor Jefe de Vuelo.  Anderson ha sido llamado el "Marinero Antiguo" de la aviación negra, habiendo volado mucho antes de que muchos de los nuevos reclutas fueran mayores de edad. 
El programa Tuskegee se expandió y se convirtió en el centro de la aviación afroamericana durante la Segunda Guerra Mundial .  Los miembros de la unidad se conocieron como los aviadores de Tuskegee y fueron anunciadas por el subsecretario de guerra Robert P. Patterson el 16 de enero de 1941.  El 19 de marzo del mismo año, el 99 ° Escuadrón de persecución (Pursuit fue un sinónimo temprano de la Segunda Guerra Mundial para "Luchador") se estableció en Chanute Field en Rantoul, Illinois y se activó tres días después,  donde más de 250 hombres alistados formaron el primer grupo de estadounidenses afroamericanos entrenados en Chanute en operaciones de apoyo en tierra de aviones. Este pequeño número se convirtió en el núcleo de otros escuadrones negros que posteriormente se formaron en Tuskegee y Maxwell Fields en Alabama.   Más tarde el 99 ° Escuadrón de Persecución se trasladó a Maxwell Field y luego a Tuskegee Field antes de desplegarse para combatir en el Teatro de Operaciones del Mediterráneo en 1943.  El "Tuskegee (Airmen) Experiment" estaba compuesto de pilotos, comandantes, instructores y de personal de mantenimiento y apoyo. 
En diciembre de 1941, Noel F Parrish se convirtió en el director de Capacitación de la escuela,  y fue ascendido un año después al puesto de Comandante del Campo Aéreo del Ejército Tuskegee.    Como Director de Entrenamiento y luego comandante de campo de Tuskegee, jugó un papel clave en el éxito del programa.  Se alistaron aproximadamente 14,000 unidades de apoyo en tierra en Tuskegee Field durante la Segunda Guerra Mundial y casi 1,000 pilotos graduados, de los cuales aproximadamente 450 vieron combate activo durante la guerra. 
El comienzo del entrenamiento de afroamericanos para la aviación militar consistió en  ejercicios en un monumento de Booker T. Washington ubicado en el Instituto Tuskegee. La prensa negra citó a los primeros doce candidatos para los puestos de volador oficial como "la crema de la juventud de color del país".  Las primeras clases comenzaron en el instituto, y las lecciones de vuelo pronto se desarrollaron en el Campo Aéreo del Ejército Tuskegee (TAAF) a unas diez millas de distancia. Después de su construcción, los comunicados de prensa del gobierno relataron que el campo de aviación fue desarrollado y construido por contratistas afroamericanos tanto calificados como no calificados.  De la clase original, cinco estudiantes se graduaron en marzo de 1942. 
El PTI3A Stearman fue el primer avión de entrenamiento utilizado para la enseñanza a los nuevos reclutas. El AT6 Texan y el P-40 Warhawk siguieron siendo el avión elegido con el tiempo.  Gran parte del entrenamiento de vuelo primario se realizó en Moton Field en Tuskegee. El instituto entrenó a más de mil aviadores afroamericanos durante la guerra, de los cuales aproximadamente la mitad sirvió en el extranjero. 

### Problemas iniciales

Noel Parrish (R) con Lena Horne y Tuskegee Airmen

Los residentes blancos se opusieron casi de inmediato. Se quejaron de que los parlamentarios afroamericanos los desafiaban y patrullaban la ciudad mientras blandían sus armas militares. El primer oficial al mando, el Mayor James Ellison, apoyó a sus parlamentarios; sin embargo, pronto fue relevado de su comando. Un coronel segregacionista reemplazó a Ellison y forzó la segregación tanto dentro como fuera de la base, lo que llevó a los periódicos negros a protestar por su designación. El coronel fue transferido con un ascenso, y Noel Parrish tomó el mando como "director de capacitación".  La falta de asignaciones de acuerdo con los antecedentes y de capacitación llevó a un exceso de oficiales afroamericanos sin experiencia en misiones de vuelo. Esto se volvió despectivo para la moral, ya que las instalaciones se hacinaron.   Como había poco en la línea de recreación, Parrish comenzó a hacer arreglos para que las celebridades lo visitaran y actuaran en la base. Lena Horne, Joe Louis, Ella Fitzgerald, Ray Robinson, Louis Armstrong y Langston Hughes estuvieron entre los invitados.  Parrish también desegregó la base en un grado mucho mayor que sus predecesores. 
Parrish exigió altos estándares de desempeño de sus hombres y no vio la raza como un problema. Sintió que lo que importaba era la profesionalidad, las capacidades, las técnicas y el juicio de un individuo. Mantuvo a sus aprendices afroamericanos con los mismos altos estándares de desempeño que los blancos; y aquellos que no cumplieron con esos estándares fueron suspendidos del programa. 

### Resultados del experimento de aviadores de Tuskegee

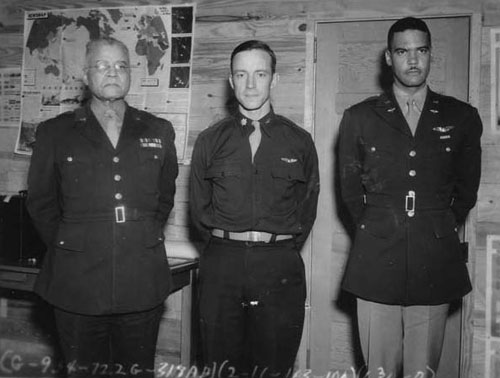
Benjamin O. Davis, Sr. (L), Noel F. Parrish (C) y Benjamin O. Davis, Jr. (R) en Tuskegee durante la Segunda Guerra Mundial.

Los  resultados del "Experimento de los aviadores de Tuskegee" fueron considerados un tremendo éxito. En estos Parrish jugó un papel importante,  demostrando que los afroamericanos podían desempeñarse bien tanto en roles de liderazgo como de combate.  Parrish sintió que las personas deberían ser juzgadas por su capacidad y no por su color.  Durante su desarrollo, a menudo regresaba deprimido de Washington D. C. debido a la férrea oposición al programa Tuskegee. Décadas más tarde en las reuniones de Tuskegee Airmen, cuando se llamó el nombre de Parrish, todos aplaudieron con una ovación de pie.  La experiencia de la AAF durante la Segunda Guerra Mundial exigió que los militares revisaran sus políticas sobre la utilización de miembros del servicio negros. La confrontación, la discusión y la coordinación con grupos blancos y negros llevaron a los líderes de AAF a la conclusión de que el compromiso activo, el liderazgo y la igualdad de oportunidades produjeron una fuerza militar viable más rentable. En 1948, el presidente Harry Truman firmó una Orden ejecutiva sobre igualdad de trato y oportunidades en el ejército, debido en gran parte al éxito de los aviadores de Tuskegee.   Parrish fue comandante de Tuskegee Field desde 1942 hasta 1946. Los historiadores generalmente le dan crédito por haber mejorado la moral, las condiciones de vida y las relaciones entre negros y blancos junto con las relaciones con los ciudadanos locales. 
 El Dr. Frederick D. Patterson, quién fue el tercer presidente del Instituto Tuskegee, escribió a Parrish el 14 de septiembre de 1944: "En mi opinión, todos los que han tenido algo que ver con el desarrollo y la dirección del Campo Aéreo del Ejército de Tuskegee y el programa de entrenamiento de vuelo del Ejército para negros en esta área es motivo de orgullo ... El desarrollo tuvo que tener lugar en un período de emergencia y confusión interracial ". 

## Después de Tuskegee
Parrish permaneció al mando de los aviadores de Tuskegee desde el final de la Segunda Guerra Mundial en 1945 hasta el 20 de agosto de 1946, cuando fue asignado a la Universidad del Aire en Maxwell.    La guerra estaba terminando y la lucha por integrar el ejército de los Estados Unidos se intensificó. Prácticamente todos los comandantes presentaron informes alegando que los afroamericanos tardaban más en entrenarse y tenían un peor desempeño que los blancos. Parrish fue uno de los pocos que no lo hizo, señalando casos que mostraban una discriminación flagrante contra los aviadores negros durante la guerra, como cuando hubo escasez de pilotos de bombarderos en Europa, se enviaron pilotos de combate blancos para reemplazarlos a pesar del hecho de que había pilotos de bombarderos negros completamente entrenados, incluso aunque volar aviones de combate requiere habilidades bastante diferentes de volar un bombardero. Parrish declaró que: "Es un hecho desalentador que los oficiales de la Fuerza Aérea del Ejército, cuyos logros científicos son insuperables, y cuya habilidad científica es incuestionable en asuntos mecánicos y en muchos asuntos de personal, en general, deben abordar el problema de las razas y las minorías con el la mayoría de las actitudes dogmáticas y arbitrarias no científicas ... Nos gusten o no los negros ... son ciudadanos de los Estados Unidos que tienen los mismos derechos y privilegios de otros ciudadanos ... " 
En agosto de 1947 ingresó al Air War College de Maxwell Field, donde se graduó el siguiente junio. Luego se convirtió en subsecretario del personal aéreo de la Fuerza Aérea con sede en Washington D. C., para después convertirse en asistente especial del vicejefe de personal allí en enero de 1951. En septiembre de 1954 se convirtió en diputado aéreo del Colegio de Defensa de la Organización del Tratado del Atlántico Norte, que en ese momento estaba ubicado en París, Francia. El 1 de septiembre de 1956 fue nombrado subdirector de la División de Asistencia Militar  del Comando Europeo de los Estados Unidos, también en París. En mayo de 1958 regresó al cuartel general de la Fuerza Aérea y se convirtió en asistente de coordinación del subdirector de personal de Planes y Programas. 
Finalmente fue ascendido a General de Brigada, retirándose de la Fuerza Aérea el 1 de octubre de 1964.  Sus condecoraciones militares incluyen la Legión de Mérito y la Medalla Aérea .  Obtuvo un doctorado de la Universidad de Rice,  y enseñó historia universitaria en Texas. 
Noel Francis Parrish murió el martes 7 de abril de 1987 de un paro cardíaco mientras era tratado en el Centro Médico de la Administración de Veteranos en Piney Point, Maryland . Durante el velorio, el teniente general Davis Jr. dijo: "Pudo haber sido la única persona blanca que creía que los negros podían aprender a volar aviones". 

## Vida familiar y personal
Parrish se casó dos veces, la segunda vez con la Dra. Florence Tucker Parrish-St.John. Tuvo tres hijastros: Joseph Tucker III, de Dallas, Texas, F. Steven Tucker, de Bel Air, Maryland y James D. Tucker de Douglasville, Pensilvania.   Realizaba artículos de revistas bajo un seudónimo y estaba interesado en la música y la pintura. Era considerado un encanto, ingenioso y agradable. Parecía más joven que sus años y también se lo consideraba un hombre de damas. Antes de ser asignado a Tuskegee, no había estado involucrado activamente con ninguna de las causas de los estadounidenses negros. Sin embargo, Parrish había caminado de joven tres millas para ver dónde habían linchado a un hombre negro.  Más tarde recordó que cuando la gente se enteró del proyecto para entrenar a pilotos y mecánicos negros, a menudo escuchó "risas extrañas y preocupadas" de los blancos y que un as volador británico visitante dijo una vez que era mejor tener un " Messerschmitt sobre su cola que tratar de enseñarle a un negro a volar". 

## Legado
Según una presentación de 2001, John Freeman, un estudiante de 18 años de la Escuela Secundaria Topeka que ganó el primer premio en una competencia del Día Nacional de Historia, escribió que los Aviadores de Tuskegee, los primeros pilotos militares negros de Estados Unidos, ayudaron a sentar las bases para el movimiento de derechos civiles.  El premio más prestigioso de la asociación de Tuskegee Airmen,  que se presenta en la convención anual de Tuskegee Airmen, Inc., fue nombrado 'Premio Brigadier General Noel F. Parrish' en su honor.  Durante muchos años, el premio fue presentado en persona por su viuda, Florence. En reconocimiento, la Sra. Parrish recibió el Premio al Servicio Distinguido / Logro / Liderazgo General Daniel James Jr. en la convención de 2010. 
Los historiadores generalmente dan crédito a Parrish por su liderazgo ilustrado y trato justo a los cadetes, que sirvieron para mejorar la moral al reducir la cantidad de segregación y hacinamiento y a su vez, mejorar las relaciones con negros y blancos en la ciudad de Tuskegee   El registro de los aviadores se convirtió en una fuerza impulsora de la decisión del presidente Harry S Truman de desagregar al ejército de los EE. UU. En 1948. 

## Otras lecturas
- Bucholtz, Chris (2007). 332nd Fighter Group: Tuskegee Airmen. Oxford, England: Osprey Publishing. ISBN 9781846030444.
- Holway, John (1997). Red Tails Black Wings: The Men of America's Black Air Force. Yucca Tree Press. ISBN 1-881325-21-0.
- Oral history transcript-tape not available, Dryden, Charles W. (17 de marzo de 1982). Black Military Oral History Project. Washington, D.C.: Howard University. Archivado desde el original el 19 de mayo de 2011. Consultado el 14 de junio de 2011.
- Oral history transcript-tape not available, Parrish, Noel F. (May 1982). Black Military Oral History Project. Washington, D.C.: Howard University. Archivado desde el original el 19 de mayo de 2011. Consultado el 14 de junio de 2011.